# 和田秀盛
和田 秀盛 （わだ ひでもり）は、鎌倉時代の武士。和田義盛の子。通称七郎

## 略歴
秀盛は和田義盛の七男として生まれた。建暦3年（1213年）、和田合戦で父が討ち取られた後に義重、義信に続いて自害した（『和田系図』によると討死）。享年15歳。